# Ф-1
Ручна осколкова граната Ф-1 (індекс ГРАУ — 57-Г-721. Розмовна назва - лимонка) — ручна граната дистанційної дії, призначена для ураження живої сили противника в оборонному бою. Кидати гранату можна з різних положень і лише з-за укриття, з бронетранспортера або танку. Оскільки Ф-1 є гранатою оборонної дії, то радіус ураження осколками значно перевищує радіус можливого кидка гранати.

## Історія створення
Ф-1 розроблена на основі французької осколкової гранати F-1 моделі 1915 р. (не плутати з сучасною F1 у пластиковому корпусі та напівготовими осколками) та англійської гранати системи Лемона, що постачались у Росію в роки Першої світової війни, звідки й назва Ф-1 та прізвисько «лимонка», що не має стосунку до фрукта. З причин розробки нової гранати для радянських військ можна вказати численні недоліки попередниці РГД-33, тож 1939 р. було прийняте рішення про розробку нової оборонної гранати та доручене Ф. І. Храмеєву, з яким він упорався протягом двох місяців. На озброєння РККА граната прийнята з дистанційним запалом Ковешникова з займанням капсуля дистанційної дії (ударним механізмом). 1941 р. замість запалу Ковешникова був прийнятий простіший у виробництві та використанні УЗРГ системи Е. М. Віцені. У військах граната крім «лимонки» отримала також прізвиська «фенюша».
Знята з озброєння в СРСР в 1988, але використовується всіма арміями пострадянського простору. У російській федерації станом на 2013 на утилізацію було виставлено 365 681 гранат Ф-1.

## Характеристики та конструкція

Принципова будова гранати у розрізі із вкрученим детонатором.

Граната Ф-1 має наступні характеристики:
- Дистанція вкидання — 35-45 м.
- Максимальна дистанція ураження осколками — 200 м.
- Найімовірніша дистанція ураження осколками — 30-35 м.
- Час затримки вибуху — 3,2-4,2 с.
- Кількість осколків — до 300 шт.

Ф-1 складається з корпусу, вибухового заряду та запалу. У корпусі гранати розміщується вибуховий заряд та запал, також корпус слугує матеріалом для утворення осколків при розриві корпусу вибухом. Корпус гранати виробляється з чавуну, з поздовжніми й поперечними борознами, якими граната зазвичай розривається на осколки. У верхній частині корпусу є нарізний отвір для вгвинчування запалу. При зберіганні або транспортуванні гранат в цей отвір вгвинчена пластмасова пробка. Вибуховий заряд заповнює корпус, та слугує для розриву гранати на осколки. Запал гранати УЗРГМ (УЗРГМ-2) призначається для підриву вибухового заряду.

## Модифікації та маркування
Бойові гранати пофарбовано у зелений колір від хакі до темно-зеленого. Навчально-імітаційні гранати пофарбовані в чорний колір з двома білими (вертикальна та горизонтальна) смугами. Крім того, навчальні гранати мають отвір у нижній частині корпусу.
Бойовий запал не має кольору. У навчально-імітаційного запалу кільце чеки та нижня частина притискного важеля мають червоний колір.

### Маркувальні клейма на корпусах гранат Ф-1
| Шифр підприємства | Повна назва підприємства                            |
| ----------------- | --------------------------------------------------- |
| Г, ГЗ             | арматурний завод м. Гусь-Хрустальний                |
| О                 | Омутінський металургійний завод, Кіровська область  |
| П, ПЗ             | Песковський чавуноливарний завод, Кіровська область |
| Р                 | Ржевський механічний завод, Свердловська область    |
| Т, ТК, т          | Виправно-трудова колонія ІТК-1, м. Тамбов           |
| УМЗ, УОМЗ         | Усманський механічний завод, Воронезька область     |
| Я                 | Ярцевський машинобудівний завод, Смоленська область |
| трикутник         | Завод «Будмаш», м. Прилуки, Чернігівська область    |

## Копії
Копіями Ф-1 можна вважати китайську гранату «Тип 1», польську F-1, тайванську оборонну гранату та чилійську Mk2.